# Роберт Земекіс
Ро́берт Земе́кіс (англ. Robert Zemeckis; нар. 14 травня 1952) — американський продюсер, режисер та сценарист, автор культових фільмів «Назад у майбутнє», «Смерть їй личить», «Вигнанець» та «Форрест Гамп» («Оскар» 1995 за режисуру)

## Біографія
Роберт Земекіс народився в Чикаго, штат Іллінойс, в сім'ї з литовським та італійським корінням. Він закінчив Каліфорнійський університет кінематографії. У 21 рік він отримав студентську премію за фільм A Field of Honor. В середині 80-х, завдяки пригодницьким фільмам «Роман з каменем» та «Назад в майбутнє», Земекіс висувався в число провідних режисерів Голлівуду. В 1994 році він став лауреатом премії «Оскар» за фільм «Форрест Гамп».
Земекіса завжди відрізняло вміле використання спецефектів. «Форрест Гамп» вважається одним з найдобріших та найзворушливіших фільмів в історії американського кіно.
Земекіс часто працює з композитором Аланом Сільвестрі, сценаристом Бобом Гейлом та актором Томом Хенксом.

## Особисте життя
Земекіс зізнався, що протягом тривалого періоду життя він жертвував особистим життям заради кар'єри. " Я виграв «Оскар» в 44 роки, але заплатив за нього я ще в 20. В той час моєму житті, починаючи від навчання в школі кіно і до 30 років, не існувало нічого, крім абсолютної всепоглинаючої роботи. У мене не було грошей. І не було життя. "
У 1980 Земекіс одружився з акторкою Мері Еллен Трейнор, у них є син Олександр. Режисерові було важко поєднувати сімейне життя зі своїм улюбленим заняттям, і в 2000 шлюб розпався.
У 2001 він знову одружився — з акторкою Леслі Гартер.

## Фільмографія

### Режисер
| Назва                         | Мовою оригіналу             | Рік  | Жанр                                    |
| ----------------------------- | --------------------------- | ---- | --------------------------------------- |
| Тут і зараз                   | Here                        | 2024 | Драма                                   |
| Піноккіо                      | Pinocchio                   | 2022 | анімаційний фільм                       |
| Відьми                        | The Witches                 | 2020 | Фільм жахів, фентезі, комедія, детектив |
| Шпигуни-союзники              | Allied                      | 2016 | Бойовик, військовий, драма              |
| Прогулянка висотою            | The Walk                    | 2015 | Драма, біографічний                     |
| Рейс                          | Flight                      | 2012 | Драма                                   |
| Різдвяна історія              | A Christmas Carol           | 2009 | Мультфільм, фентезі, пригоди, драма     |
| Беовульф                      | Beowulf                     | 2007 | Мультфільм, фентезі, пригоди, бойовик   |
| Полярний експрес              | The Polar Express           | 2004 | Мультфільм, фентезі, пригоди, комедія   |
| Вигнанець                     | Cast Away                   | 2000 | Драма, пригоди                          |
| Що приховує брехня            | What Lies Beneath           | 2000 | Трилер, драма, жахи                     |
| Контакт                       | Contact                     | 1997 | Фантастика, драма                       |
| Форрест Гамп                  | Forrest Gump                | 1994 | Драма, пригоди                          |
| Смерть їй личить              | Death Becomes Her           | 1992 | Містика, комедія                        |
| Назад у майбутнє 3            | Back to the Future Part III | 1990 | Наукова фантастика, пригоди, комедія    |
| Назад у майбутнє 2            | Back to the Future Part II  | 1989 | Наукова фантастика, пригоди, комедія    |
| Байки зі склепу               | Tales from the Crypt        | 1989 | Серіал, жахи                            |
| Хто підставив кролика Роджера | Who Framed Roger Rabbit     | 1988 | Фантастика, мультфільм, комедія         |
| Назад у майбутнє              | Back to the Future          | 1985 | Наукова фантастика, пригоди, комедія    |
| Роман з каменем               | Romancing the Stone         | 1984 | Пригоди, бойовик, мелодрама             |
| Вживані автомобілі            | Used Cars                   | 1980 | Комедія                                 |
| Хочу тримати тебе за руку     | I Wanna Hold Your Hand      | 1978 | Мюзікл                                  |

### Продюсер
| Назва                   | Мовою оригіналу       | Рік  | Жанр                                     |
| ----------------------- | --------------------- | ---- | ---------------------------------------- |
| Фінч                    | Finch                 | 2021 | Драма, наукова-фантастика                |
| Шпигуни-союзники        | Allied                | 2016 | Бойовик, військовий, драма               |
| Прогулянка висотою      | The Walk              | 2015 | Драма, біографічний                      |
| Рейс                    | Flight                | 2012 | Драма                                    |
| Реальна сталь           | Real Steel            | 2011 | Фантастика, бойовик, драма               |
| Мами застрягли на Марсі | Mars Needs Moms       | 2011 | Мультфільм, фантастика, пригоди, комедія |
| Різдвяна історія        | A Christmas Carol     | 2009 | Мультфільм, фентезі, пригоди, драма      |
| Беовульф                | Beowulf               | 2007 | Мультфільм, фентезі, пригоди, бойовик    |
| Жнива                   | The Reaping           | 2007 | Містика, жахи, трилер                    |
| Будинок-монстр          | House of Wax          | 2006 | Мультфільм, жахи, комедія                |
| Остання відпустка       | Last Holiday          | 2006 | Комедія, драма                           |
| Будинок воскових фігур  | House of Wax          | 2005 | Жахи, трилер                             |
| Полярний експрес        | The Polar Express     | 2004 | Мультфільм, фентезі, пригоди, комедія    |
| Готика                  | Gothika               | 2003 | Містика, жахи, трилер                    |
| Корабель-привид         | Ghost Ship            | 2002 | Містика, жахи, трилер, бойовик           |
| Тринадцять привидів     | Thir13en Ghosts       | 2001 | Містика, жахи, трилер                    |
| Вигнанець               | Cast Away             | 2000 | Драма, пригоди                           |
| Що приховує брехня      | What Lies Beneath     | 2000 | Трилер, драма, жахи                      |
| Будинок нічних примар   | House on Haunted Hill | 1999 | Містика, жахи, трилер                    |
| Контакт                 | Contact               | 1997 | Фантастика, драма                        |
| Страшили                | The Frighteners       | 1996 | Містика, жахи, комедія                   |
| Смерть їй личить        | Death Becomes Her     | 1992 | Містика, комедія                         |
| Байки зі склепу         | Tales from the Crypt  | 1989 | Серіал, жахи                             |